# C/1983 H1 (IRAS-Araki-Alcock)
Pour les articles homonymes, voir Araki.
 (mai 2024).
C/1983 H1 (IRAS-Araki-Alcock) est une petite comète qui fut repérée par le satellite infrarouge IRAS le 25 avril 1983 puis indépendamment par deux astronomes amateurs, le Japonais Gen'ichi Araki et le Britannique George Alcock, le 3 mai 1983. Ce dernier a repéré l'astre à l'aide de jumelles 15 x 80.
La comète s'approcha de la Terre à 4,6 millions de kilomètres (0,031 unités astronomiques) le 11 mai, ce qui en fait la plus proche de notre planète depuis la comète Lexell en 1770 qui s'était approchée à 0,015 ua.

Au plus près de la Terre, elle se présentait comme un objet nébuleux sphérique d'un diamètre trois fois plus important que le disque lunaire avec un déplacement très rapide. Sa magnitude était comprise entre 3 et 4.
À noter qu'une autre comète, C/1983 J1 (Sugano-Saigusa-Fujikawa), détectée le 8 mai, frôlait à son tour la Terre le 12 juin à une distance de 0,063 ua.
IRAS-Araki-Alcock est à l'origine du petit essaim d'étoiles filantes des êta-Lyrides.